# Mitja Lotrič
Mitja Lotrič (* 3. September 1994) ist ein slowenischer Fußballspieler auf der Position eines offensiven Mittelfeldspielers.

## Karriere
Lotrič begann seine Karriere bei NS Mura 05, wo er bereits in der Jugend spielte. Sein erstes Ligaspiel machte er am 12. September 2010 im Spiel gegen NK Smartno. Sein erstes Tor erzielte er am 15. November 2010 beim 4:0-Sieg ebenfalls gegen NK Smartno.
Im Jahr 2011 stieg er mit der Mannschaft in die 1. Slowenische Liga auf. Dort erzielte er sein erstes Tor am 29. Oktober 2011 bei der 1:2-Niederlage gegen NK Domzale. Im Jahr 2012 wechselte er innerhalb der slowenischen Liga zum FC Koper. Dort kam er ebenfalls in der Qualifikation zur Europaleague zum Einsatz. Gegen den FK Celik Niksic gab er sein Debüt. Mit dem FC Koper konnte er 2015 den slowenischen Pokal gewinnen.
Im Jahr 2016 schloss er sich dem slowenischen Erstligisten Rudar Velenje an, wo ihm in 32 Ligaspielen 3 Tore gelangen.
2017 wechselte er nach Zypern zu Paphos FC. Nach einem Jahr auf Zypern wechselte er zurück in die slowenische Liga und schloss sich dem NK Celje an. Mit dem Klub gewann er 2020 die slowenische Meisterschaft. Im Oktober 2020 verpflichteten die Würzburger Kickers den slowenischen Mittelfeldspieler. Sein erstes Ligaspiel bestritt er am 4. Spieltag gegen Holstein Kiel. Beim Spiel gegen den 1. FC Heidenheim am 6. November 2020 erzielte er seinen ersten Zweitligatreffer.
Nach dem Abstieg aus der 2. Bundesliga wurde der Spieler für die Saison 2021/22 an seinen Heimatverein NŠ Mura ausgeliehen. Dort absolvierte er 21 Erstligaspiele, stand 13-mal in der Startelf und erzielte 3 Tore. Da die Kickers während seiner Abwesenheit zum zweiten Mal in Folge abstiegen, kehrte er nicht mehr zurück.
Zur Saison 2022/23 wechselte er dann zunächst nach Israel zum FC Bnei Sachnin, den er aber bereits im August 2022 wieder verließ. Nach mehreren Monaten ohne Klub schloss er sich dann im Januar 2023 dem österreichischen Regionalligisten SV Allerheiligen an. Für Allerheiligen absolvierte er acht Partien in der Regionalliga.
Zur Saison 2023/24 wechselte er zum fünftklassigen FC Hermagor.